# Tomás Guardia Gutiérrez
Tomás Guardia Gutiérrez (Bagaces, 16 dicembre 1832 – Alajuela, 6 luglio 1882) è stato un militare e politico costaricano, dittatore del paese per due volte fra il 1870 e il 1882.

## Biografia
Nasce a Bagaces nel 1831, figlio dell'hacendado Rudesindo de la Guardia y Robles e di María Ramona Gutiérrez Flores, originaria di Heredia. Compiuti gli studi elementari, inizia a dedicarsi alla carriera militare, ed acquisice diverse piantagioni di caffè nel distretto di Alajuela, nel centro del paese.
Nel 1850 sposa in prime nozze Perfecta Barrios Ladrero, che morirà nel 1856 a causa di un'epidemia di colera. Nel 1856 sposa in seconde nozze Emilia Solórzano Alfaro. È stato membro della Massoneria costaricana.

### Carriera militare
Fra il 1856 e il 1857 partecipa alla campagna nazionale contro i filibustieri di William Walker, restando gravemente ferito nella battaglia di San Jorge del 29 gennaio 1857. Durante gli anni '60 dell'Ottocento viene promosso a Colonnello e Comandante della caserma di Alajuela. Il 27 aprile 1870, sostenuto da alcuni membri dell'esercito e da famiglie dell'oligarchia terriera del caffè. D'ispirazione liberale, mette in atto un colpo di stato e depone il presidente Jesús Jiménez Zamora.

### Presidente provvisorio della Repubblica
In seguito al golpe, il presidente Bruno Carranza Ramírez forma un'assemblea costituente, che però non trova il supporto di Guardia Gutiérrez. Frustrato dalla situazione, Carranza si dimette dall'incarico l'8 agosto 1870. Il giorno successivo l'Assemblea costituente nomina il generale Guardia "presidente provvisorio della Costa Rica". Fu il primo militare costaricano a ricoprire la massima carica del paese, e inaugurò una nuova generazione di politici liberali che goverarono il paese fino alla Guerra civile costaricana del 1948. 
Nel 1871 promulgò una nuova costituzione nota come Costituzione liberale del 1871 (Constitución Liberal de 1871). La costituzione rimase in vigore fino al 1949, il che la rende la più longeva nella storia del paese. È considerata la base del liberalismo in Costa Rica e stabilì la separazione dei poteri, la libertà di culto, l'abolizione della pena di morte e il rafforzamento dell'educazione pubblica. Nello stesso anno inizia i lavori per la costruzione di una rete ferroviaria per unire la capitale San José con il porto caraibico di Limón (noto come Ferrocarril al Atlántico), anche grazie agli investimenti del magnate statunitense Minor C. Keith, proprietario della United Fruit Company.

### Presidente costituzionale
Durante le elezioni dell'aprile 1872 viene eletto presidente per un periodo di tre anni. Una volta salito al potere, sciolse l'Assemblea legislativa che l'aveva nominato e governò come dittatore. Condannò all'esilio diversi avversari politici e istituì un carcere sull'isola di San Lucas. In questo periodo permise l'ingresso nel paese di missionari gesuiti e delle Religiose di Nostra Signora di Sion, con lo scopo di fomentare l'educazione pubblica. Nel 1874 inaugurò una nuova caserma militare ad Arajuela, ampliandone anche la prigione preesistente. All'interno della caserma fece costruire anche una villa per se stesso e per sua moglie. 

### Ministro plenipotenziario in Guatemala
Alla scadenza del suo mandato come presidente passò l'incarico ad Aniceto Esquivel Sáenz per il periodo fra il 1876 e il 1880, ma mantenne l'incarico di Comandante in capo dell'esercito. Verso la metà del 1876 fu nominato Ministro plenipotenziario della Costa Rica in Guatemala, un ruolo assimilabile a quello di ambasciatore. In questa veste fu artefice del Trattato Guardia-Salazar, con il quale si accordava l'espulsione dei gesuiti dalla Costa Rica in linea con la politica anticlericale del presidente guatemalteco Justo Rufino Barrios Auyón.
Presto i rapporti fra il generale Guardia Gutiérrez e il presidente Saénz iniziarono ad inasprirsi, e quest'ultimo fu destituito da un colpo di stato militare il 20 luglio 1876, in seguito al quale Vicente Herrera Zeledón fu nominato presidente e Guardia Gutiérrez "primo vicepresidente" (designado a la Presidencia). Nel 1877 il presidente Herrera Zeledón fu rimosso dall'incarico adducendo presunti problemi di salute, e Guardia Gutiérrez fu nominato Presidente ad interim.

### Presidentede facto
Una volta deposto Herrera, Guardia Gutiérrez assunse la dittatura del paese, que eserciterà fino alla sua morte nel 1882. Fu la massima autorità del paese per 12 anni, durante i quali represse duramente l'opposizione al regime. Nel 1877 fonda il Banco de la Unión (attualmente Banco de Costa Rica), e tre anni più tardi diede inizio alle esportazioni di banane verso gli Stati Uniti. Nel 1881 fondò l'Archivio nazionale. Prima della sua morte adottò alcune riforme per rimettere in vigore la Costituzione del 1871, in particolare ristabilì l'abolizione della pena di morte, che dal 1877 era stata permessa tramite una legge.
Morì nel 1882 a 50 anni d'età a causa della tubercolosi, nella sua residenza all'interno della caserma militare di Alajuela. Gli successe alla Presidenza il cugino e genero Saturnino Lizano Gutiérrez per un mese, poi sostituito alle elezioni dell'agosto 1882 dal generale Próspero Fernández Oreamuno, cognato di Guardia Gutiérrez che governò il paese fino alla propria morte.